# Bartolići
Bartolići (slov. Soviščine, ita. Sovischine) so naselje v Istri na Hrvaškem, južno od reke Mirne. Naselje upravno spada pod mesto Buzet; le-ta pa spada pod Istrsko županijo. Kraj Soviščine je imel po zadnjem Avstro-Ogrskem popisu prebivalstva iz leta 1910 slovensko govorečo večino.

## Demografija
| Kraj                 | Število slovensko govorečih 1910 | Število italijansko govorečih 1910 | Število hrvaško govorečih 1910 |
| -------------------- | -------------------------------- | ---------------------------------- | ------------------------------ |
| Soviščine/Sovischine | 95.22% (438)                     | 4.78% (22)                         | 0                              |

| Pregled števila prebivalcev po letih | Pregled števila prebivalcev po letih | Pregled števila prebivalcev po letih | Pregled števila prebivalcev po letih | Pregled števila prebivalcev po letih | Pregled števila prebivalcev po letih | Pregled števila prebivalcev po letih | Pregled števila prebivalcev po letih | Pregled števila prebivalcev po letih | Pregled števila prebivalcev po letih | Pregled števila prebivalcev po letih | Pregled števila prebivalcev po letih | Pregled števila prebivalcev po letih | Pregled števila prebivalcev po letih | Pregled števila prebivalcev po letih |
| ------------------------------------ | ------------------------------------ | ------------------------------------ | ------------------------------------ | ------------------------------------ | ------------------------------------ | ------------------------------------ | ------------------------------------ | ------------------------------------ | ------------------------------------ | ------------------------------------ | ------------------------------------ | ------------------------------------ | ------------------------------------ | ------------------------------------ |
| 1857                                 | 1869                                 | 1880                                 | 1890                                 | 1900                                 | 1910                                 | 1921                                 | 1931                                 | 1948                                 | 1953                                 | 1961                                 | 1971                                 | 1981                                 | 1991                                 | 2001                                 |
| 347                                  | 376                                  | 224                                  | 305                                  | 276                                  | 345                                  | 494                                  | 524                                  | 340                                  | 294                                  | 219                                  | 130                                  | 102                                  | 60                                   | 54                                   |